# Onderaan de streep
Onderaan de streep was een Nederlands quizprogramma van BNNVARA dat van 31 oktober tot 26 december 2024 werd uitgezonden op televisiezender NPO 1, gepresenteerd door Astrid Joosten met vaste sidekick cabaretier en wiskundige Tobi Kooiman. Hierin spelen twee duo's van BN'ers, met vaste teamcaptains Richard Groenendijk en Anita Witzier, vijf rondes. De vragen draaien allemaal om getallen en statistieken,. Het team wat de meeste punten weet te behalen, wint een T-shirt van Kooiman. 